# Oceanus Procellarum

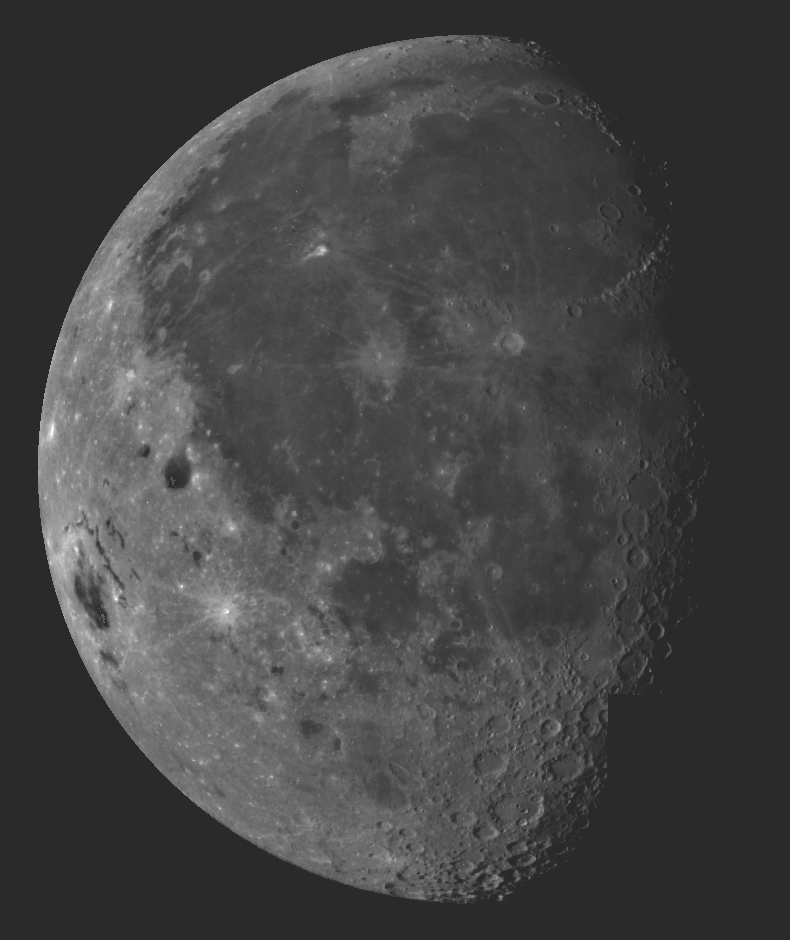
Oceanus Procellarum je rozsáhlá tmavá plocha v horní levé části snímku - v části přivrácené strany Měsíce.

Poloha Oceanus Procellarum.

Oceanus Procellarum (česky Oceán bouří) je nejrozsáhlejší plocha na přivrácené straně Měsíce, která je pokryta bazalty tvořícími měsíční moře. Má od severu k jihu délku 2 500 kilometrů a zabírá 4 000 000 km². Jeho střední selenografické souřadnice jsou 18,4° S, 57,4° Z. Na rozdíl od jiných měsíčních moří nebyla u Oceánu bouří identifikována žádná impaktní pánev.
V západní části oceánu se nenachází mnoho velkých impaktních kráterů, zato se zde ale nachází značné množství lunárních sopečných dómů (druh štítové sopky) a také světlý útvar Reiner Gamma s vysokým albedem (v západní části oceánu). Jejich vysoká četnost je v oblasti Marius Hills.

## Vznik
Ještě v 90. letech 20. století se mnozí geologové domnívali, že oblast Oceanus Procellarum vznikla výsledkem impaktu tělesa  na povrch Měsíce, nicméně studie z roku 2014 založená na průzkumu gravitačních anomálií tento původ nejspíš vylučuje. Tato studie využívající data pořízené dvojicí sond GRAIL naznačuje, že vznik Oceanus Procellarum je spojena s popraskáním měsíční kůry a následným masivním vulkanismem. Gravitační mapa totiž ukázala, že se pod viditelnými lávovými pláněmi nachází údolí vzniklé protažením a ztenčením kůry. Vědci předpokládají, že toto protažení a ztenčení je spojeno s abnormálním výskytem radioaktivních prvků v této části Měsíce, kdy jsou zde hlavně nabohaceny obsahy uranu, thoria a draslíku. Tyto prvky způsobily vyšší teplotu oblasti než okolních jednotek, načež po jejich vyčerpání mělo dojít k rychlému chladnutí. Během chladnutí se měla oblast protáhnout a ztenčit, následně popraskat, což umožnilo výstup magmatu na povrch.

## Expedice
Do oblasti Oceánu bouří přistály v roce 1966 sovětské sondy Luna 9, Luna 13 a americká sonda Surveyor 1. V roce 2020 čínská sonda Čchang-e 5.

## Oceanus Procellarum v kultuře
- Oceanus Procellarum je i název ekvádorské black metalové kapely.[8]